# 伊藤忠兵衛 (二代)

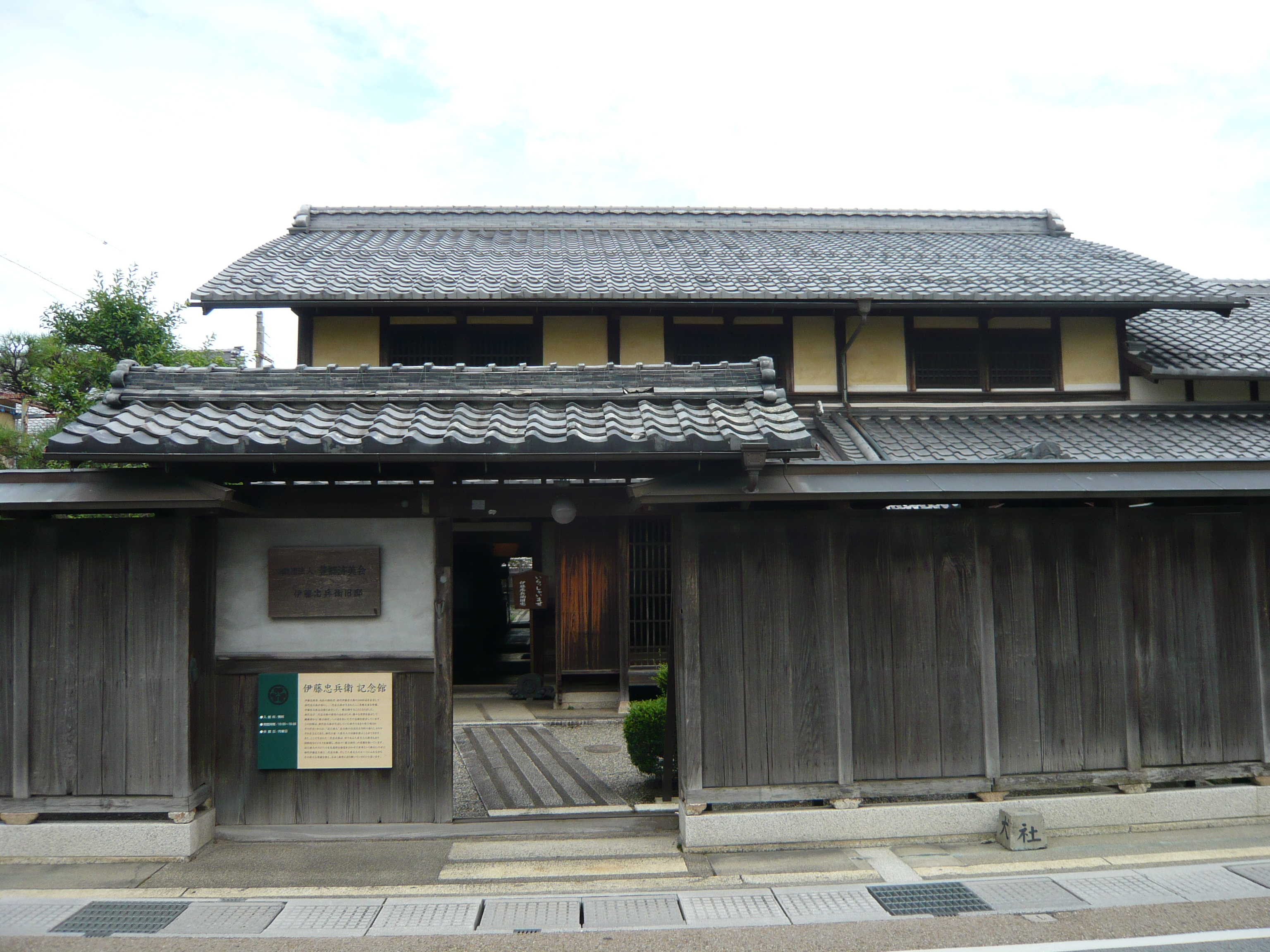
伊藤忠兵衛記念館

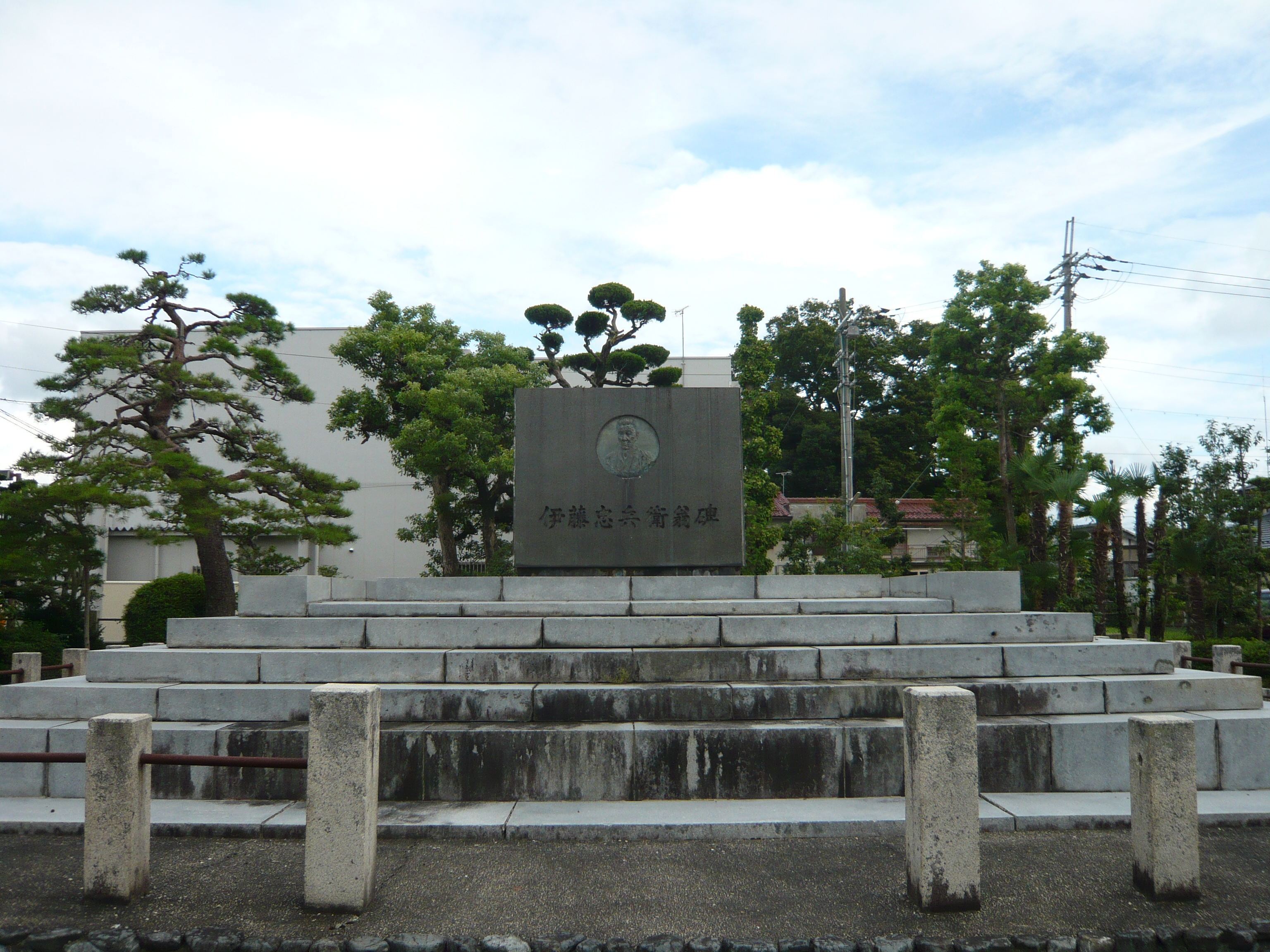
二代目伊藤忠兵衛記念碑

二代目 伊藤 忠兵衛（にだいめ いとう ちゅうべえ、1886年（明治19年）6月12日 - 1973年（昭和48年）5月29日）は、日本の実業家。伊藤忠財閥の2代目当主である。従三位勲一等瑞宝章。幼名は精一（せいいち）。

## 来歴・人物
父・初代伊藤忠兵衛が呉服店として創業した伊藤本店を発展させ、伯父・六代目伊藤長兵衛が創業した伊藤長兵衛商店と合併し、伊藤忠商事と丸紅という2つの総合商社の基礎を築いた。
二代目忠兵衛はカタカナの使用を推進するカナモジ運動の草分けとしても知られ、1920年（大正9年）1月からカナモジカイの創立委員となり、日向利兵衛（東洋製糖）、片岡安、下村海南、平生釟三郎らとともにこの運動の有力メンバーとなり、1938年（昭和13年）10月には財団法人カナ文字会の理事となる。忠兵衛の影響もあって、伊藤忠・丸紅両社では戦前から戦後にかけて正式な社内文書にはカタカナが使われていた。
また平生釟三郎の影響を受けて、それまでの知育偏重教育とは一線を画した、徳育・体育・知育の均衡のとれた教育に関心をもつに至り、甲南学園の経営に参加する。財団法人甲南学園の理事となり、甲南中学校、甲南小学校にも関与した。1946年（昭和32年）に甲南学園の第3代理事長となり、1957年（昭和32年）から甲南学園の第5代理事長となった。1969年（昭和44年）、甲南学園の理事長を学園創立50周年記念式典で辞任するまで、甲南学園にはもっとも熱意を入れていた。

## 年譜
- 1886年（明治19年）- 滋賀県豊郷町に伊藤忠兵衛 (初代)、八重の次男として生まれる。長男が夭逝したために早くから後継者となった。
- 1903年（明治36年）- 父の死去に伴って二代目伊藤忠兵衛を襲名。当時まだ滋賀県立商業学校在学中で、東京高等商業学校（現一橋大学）への進学を目指していたが学業を断念、翌年丸紅伊藤本店に入社。
- 1908年（明治41年）- 丸紅伊藤本店、丸糸伊藤糸店など4店を統合して伊藤忠兵衛本部を設立、代表に就任。
- 1909年（明治42年）- イギリスへ留学、翌年帰国。
- 1911年（明治44年）- 奈良県下市町の永田藤兵衛の長女千代と結婚。
- 1914年（大正3年）- 伊藤忠兵衛本部を改組して伊藤忠合名会社を設立、代表社員に就任。大阪本町二丁目に社屋新築。また、この年に長男恭一が誕生した。
- 1918年（大正7年）- 伊藤忠合名を分割し、伊藤忠商事株式会社と伊藤忠商店株式会社を設立、伊藤忠商事の社長に就任。なお、伊藤忠商店の社長には姉婿の伊藤忠三が就任した。
- 1920年（大正9年）- 伊藤忠商店を伊藤長兵衛商店と合併させて株式会社丸紅商店とする。伊藤長兵衛 (七代)が社長、忠兵衛は監査役となる。大同貿易を設立。また共同綿糸とともに新しく富山紡績を設立する。この年は第一次大戦の好景気の反動で株価が暴落し、大不況となった。その中で商事・商店とも大打撃を受けたが、忠兵衛は一族の全財産を売り払って債務を返済するとともに、大幅な人員削減を行い、苦境を乗り切った。
- 1923年（大正12年）- 忠兵衛が富山紡績の社長に就任。
- 1929年（昭和4年）- 呉羽紡績を設立し、忠兵衛が社長に就任。
- 1934年（昭和9年）- 呉羽紡績と富山紡績を合併する。
- 1937年（昭和12年）- 伊藤忠三が丸紅商店会長で死去。忠兵衛が取締役会長に就任。
- 1939年（昭和14年）- トヨタ自動車工業の監査役となり、また伊藤忠商事の取締役会長に就任。
- 1941年（昭和16年）- 伊藤忠商事・丸紅商店・岸本商店を再合併して三興株式会社を設立し、取締役会長に就任。
- 1944年（昭和19年）- 三興・大同貿易・呉羽紡績を合併して大建産業株式会社を設立、取締役社長に就任。
- 1945年（昭和20年）- 大建産業の林業部が独立（現・大建工業）。敗戦を機にすべての役職を辞任。
- 1946年（昭和21年）- GHQにより大建産業は制限会社となり、持株会社に指定される。
- 1947年（昭和22年）- GHQによって公職追放。
- 1949年（昭和24年）- 大建産業は過度経済力集中排除法によって伊藤忠商事、丸紅、呉羽紡績、尼崎製釘所(現・アマテイ)に分割される。
- 1950年（昭和25年）- 公職追放解除。その後、富国生命取締役、東洋パルプ会長、呉羽紡績社長などを務めた。
- 1960年（昭和35年）- 伊藤忠商事の相談役に就任。越後正一が取締役社長に就任。
- 1966年（昭和41年）- 呉羽紡績は東洋紡績に合併する。
- 1973年（昭和48年）- 最晩年は熱海にこもり、5月29日胃癌により国立熱海病院で死去、満86歳。

## 家族・親族

### 伊藤家
（滋賀県犬上郡豊郷町）
- 祖父・長兵衛 (5代)

文久2年（1862年）没
- 伯父・長兵衛 (6代)（実業家）

天保3年（1832年）生 - 1894年（明治27年）没
- 父・忠兵衛 (初代)[2]（実業家）

天保13年7月（1842年8月）生 - 1903年（明治36年）7月没
- 母・やゑ（滋賀、藤野惣右衛門の長女）[2]
- 姉・とき（滋賀、伊藤孝太良の母[2]、伊藤忠会長・伊藤英吉の祖母）
- 姉・こう（丸紅商店会長・伊藤忠三の妻）[3]
- 妻・千代（奈良、永田藤兵衛の長女）[2]
- 長男・恭一（実業家）[2]

1914年（大正3年）5月生 - 1994年（平成6年）8月没
- 二男・広二[2]
- 長女・美代（シャープ興産社長・松村満雄の妻）[2]
- 二女・絹（国産パルプ・福井素夫の妻）[2]　福井は三井財閥幹部の福井菊三郎と江原素六の娘なつの四男。
- 三女・妙子（若林威夫の妻）[2]
- 孫・勲（経営者）

1944年（昭和19年）生 -
同妻・啓子（足立龍雄の二女、元日本商工会議所会頭、王子製紙社長・足立正の孫）
- 孫・武子（政治家・河野洋平の妻）